# Black Holes and Revelations Tour
Tournées par Muse
Absolution Tour The Resistance Tour 
 (2009-2010)
Black Holes and Revelations Tour est la tournée de promotion du quatrième album de Muse, Black Holes and Revelations. Elle s'est étalée sur plus de 2 ans (de 2006 à 2008) à travers le monde avec 216 dates dans près de 50 pays différents.

## La scène
- Le nom du DVD enregistré lors de la tournée : HAARP vient des six antennes placées sur le haut des scènes du complexe de recherche Haarp en Alaska aux États-Unis.

## Programme
1. Knights of Cydonia
2. Hysteria
3. Supermassive Black Hole
4. Map of the Problematique
5. Forced In  ou  Man Of Mystery
6. Sing For Absolution
7. Butterflies and Hurricanes
8. Hoodoo (Improvisation)
9. Apocalypse Please
10. Feeling Good
11. Sunburn
12. Invincible
13. Starlight
14. Time Is Running Out
15. New Born
16. Soldiers' Poem
17. Unintended
18. Blackout
19. Bliss
20. Plug In Baby
21. Stockholm Syndrome
22. Take a Bow

## Dates
| Numéro           | Date              | Ville                | Pays                | Salle                               |
| ---------------- | ----------------- | -------------------- | ------------------- | ----------------------------------- |
| Europe           |                   |                      |                     |                                     |
| 1                | 13 mai 2006       | Dundee               | Royaume-Uni         | Radio 1's Big Week-end              |
| 2                | 7 juin 2006       | Milan                | Italie              | Rolling Stone                       |
| 3                | 9 juin 2006       | Paris                | France              | La Musicale                         |
| 4                | 24 juin 2006      | Neuhausen ob Eck     | Allemagne           | Southside Festival                  |
| 5                | 25 juin 2006      | Scheeßel             | Allemagne           | Hurricane Festival                  |
| 6                | 28 juin 2006      | Londres              | Royaume-Uni         | Shepherd's Bush Empire              |
| 7                | 30 juin 2006      | Werchter             | Belgique            | Rock Werchter                       |
| 8                | 1er juillet 2006  | Arras                | France              | Main Square Festival                |
| 9                | 2 juillet 2006    | Belfort              | France              | Eurockéennes                        |
| 10               | 7 juillet 2006    | Stockholm            | Suède               | Stockholm Stadium                   |
| 11               | 8 juillet 2006    | Kristiansand         | Norvège             | Quart Festival                      |
| Amérique du Nord |                   |                      |                     |                                     |
| 12               | 18 juillet 2006   | San Francisco        | États-Unis          | The Concourse                       |
| 13               | 19 juillet 2006   | Los Angeles          | États-Unis          | The Greek Theatre                   |
| 14               | 21 juillet 2006   | San Diego            | États-Unis          | Soma                                |
| 15               | 22 juillet 2006   | Phoenix              | États-Unis          | Celebrity Theatre                   |
| 16               | 24 juillet 2006   | Denver               | États-Unis          | Fillmore Auditorium                 |
| 17               | 26 juillet 2006   | Minneapolis          | États-Unis          | State Theater                       |
| 18               | 27 juillet 2006   | Chicago              | États-Unis          | Aragon Bellroom                     |
| 19               | 28 juillet 2006   | Detroit              | États-Unis          | The State Theater                   |
| 20               | 30 juillet 2006   | Toronto              | Canada              | Docks Concert Hall                  |
| 21               | 31 juillet 2006   | Montréal             | Canada              | Cartier Pier                        |
| 22               | 2 août 2006       | Boston               | États-Unis          | Bank of America Pavilion            |
| 23               | 3 août 2006       | New York             | États-Unis          | Hammerstein Ballroom                |
| 24               | 4 août 2006       | Philadelphie         | États-Unis          | Electric Factory                    |
| 25               | 6 août 2006       | Atlanta              | États-Unis          | The Tabernacle                      |
| Japon            |                   |                      |                     |                                     |
| 26               | 12 août 2006      | Osaka                | Japon               | Summer Sonic Festival               |
| 27               | 13 août 2006      | Tokyo                | Japon               | Summer Sonic Festival               |
| Europe           |                   |                      |                     |                                     |
| 28               | 17 août 2006      | Salzbourg            | Autriche            | Fequancy Festival                   |
| 29               | 18 août 2006      | Gampel               | Suisse              | Open Air                            |
| 30               | 20 août 2006      | Biddinghuizen        | Pays-Bas            | Lowlands Festival                   |
| 31               | 22 août 2006      | St Austell           | Royaume-Uni         | Eden Sessions                       |
| 32               | 24 août 2006      | Édimbourg            | Royaume-Uni         | T on The Fringe Festival            |
| 33               | 26 août 2006      | Reading              | Royaume-Uni         | Reading Festival                    |
| 34               | 27 août 2006      | Leeds                | Royaume-Uni         | Leeds Festival                      |
| 35               | 2 septembre 2006  | Istanbul             | Turquie             | Rock'n Coke Festival                |
| Amérique du Nord |                   |                      |                     |                                     |
| 36               | 9 septembre 2006  | Toronto              | Canada              | Centre Island Park                  |
| 37               | 10 septembre 2006 | Cleveland            | États-Unis          | Agora Theatre                       |
| 38               | 11 septembre 2006 | Colombus             | États-Unis          | Lifestyle Communities Pavilion      |
| 39               | 13 septembre 2006 | Nashville            | États-Unis          | War Memorial                        |
| 40               | 14 septembre 2006 | St. Louis            | États-Unis          | The Pageant                         |
| 41               | 15 septembre 2006 | Kansas City          | États-Unis          | Uptown Theatre                      |
| 42               | 17 septembre 2006 | Austin               | États-Unis          | City Limits Festival                |
| 43               | 18 septembre 2006 | Houston              | États-Unis          | Verizon Wireless Theater            |
| 44               | 19 septembre 2006 | Grand Prairie        | États-Unis          | Nokia Theater                       |
| 45               | 21 septembre 2006 | Las Vegas            | États-Unis          | The Joint                           |
| 46               | 23 septembre 2006 | San Bernardino       | États-Unis          | KROQ Inland invasion                |
| 47               | 24 septembre 2006 | Tucson               | États-Unis          | KFMA Fall Ball                      |
| 48               | 26 septembre 2006 | Magna                | États-Unis          | Salt Air Pavilion                   |
| 49               | 28 septembre 2006 | Davis                | États-Unis          | Université de Californie            |
| 50               | 30 septembre 2006 | Mountain View        | États-Unis          | Shoreline Amphitheatre              |
| 51               | 3 octobre 2006    | Portland             | États-Unis          | Roseland Theater                    |
| 52               | 4 octobre 2006    | Seattle              | États-Unis          | Paramount Ballroom                  |
| Europe           |                   |                      |                     |                                     |
| 53               | 24 octobre 2006   | Bilbao               | Espagne             | Bizkaia Arena                       |
| 54               | 26 octobre 2006   | Lisbonne             | Portugal            | Campo Pequeno Bullring              |
| 55               | 27 octobre 2006   | Madrid               | Espagne             | Palacio De Los Deportes             |
| 56               | 28 octobre 2006   | Badalone             | Espagne             | Pavelló Olímpic                     |
| 57               | 30 octobre 2006   | Toulouse             | France              | Zénith                              |
| 58               | 31 octobre 2006   | Bordeaux             | France              | Patinoire de Mériadeck              |
| 59               | 3 novembre 2006   | Dublin               | Irlande             | Point Theatre                       |
| 60               | 4 novembre 2006   | Belfast              | Irlande             | Odyssey Arena                       |
| 61               | 6 novembre 2006   | Aberdeen             | Royaume-Uni         | P&J Arena                           |
| 62               | 7 novembre 2006   | Glasgow              | Royaume-Uni         | SECC                                |
| 63               | 10 novembre 2006  | Manchester           | Royaume-Uni         | Evening News Arena                  |
| 64               | 11 novembre 2006  | Manchester           | Royaume-Uni         | Evening News Arena                  |
| 65               | 12 novembre 2006  | Cardiff              | Royaume-Uni         | International Arena                 |
| 66               | 14 novembre 2006  | Birmingham           | Royaume-Uni         | NEC                                 |
| 67               | 15 novembre 2006  | Birmingham           | Royaume-Uni         | NEC                                 |
| 68               | 17 novembre 2006  | Nottingham           | Royaume-Uni         | Nottingham Arena                    |
| 69               | 18 novembre 2006  | Sheffield            | Royaume-Uni         | Sheffield Arena                     |
| 70               | 19 novembre 2006  | Newcastle            | Royaume-Uni         | Metro Radio Arena                   |
| 71               | 21 novembre 2006  | Londres              | Royaume-Uni         | Wembley Arena                       |
| 72               | 22 novembre 2006  | Londres              | Royaume-Uni         | Wembley Arena                       |
| 73               | 23 novembre 2006  | Londres              | Royaume-Uni         | Wembley Arena                       |
| 74               | 25 novembre 2006  | Berlin               | Allemagne           | Arena Treptow                       |
| 75               | 26 novembre 2006  | Hambourg             | Allemagne           | Sporthalle                          |
| 76               | 28 novembre 2006  | Bois-le-Duc          | Pays-Bas            | Brabanthallen                       |
| 77               | 29 novembre 2006  | Böblingen            | Allemagne           | Sporthalle                          |
| 78               | 1er décembre 2006 | Rome                 | Italie              | PalaLottomatica                     |
| 79               | 2 décembre 2006   | Bologne              | Italie              | Palamalaguti                        |
| 80               | 4 décembre 2006   | Milan                | Italie              | Datchforum                          |
| 81               | 5 décembre 2006   | Genève               | Suisse              | Geneva Arena                        |
| 82               | 6 décembre 2006   | Winterthour          | Suisse              | Eishalle Deutweg                    |
| 83               | 8 décembre 2006   | Vienne               | Autriche            | Stadthalle                          |
| 84               | 9 décembre 2006   | Munich               | Allemagne           | Zenith                              |
| 85               | 11 décembre 2006  | Lyon                 | France              | Halle Tony-Garnier                  |
| 86               | 13 décembre 2006  | Düsseldorf           | Allemagne           | Philipshalle                        |
| 87               | 14 décembre 2006  | Paris                | France              | Bercy                               |
| 88               | 15 décembre 2006  | Paris                | France              | Bercy                               |
| 89               | 17 décembre 2006  | Nantes               | France              | Zénith                              |
| 90               | 18 décembre 2006  | Lille                | France              | Zénith                              |
| 91               | 19 décembre 2006  | Anvers               | Belgique            | Sportpaleis                         |
| Océanie          |                   |                      |                     |                                     |
| 92               | 16 janvier 2007   | Singapour            | Singapour           | Fort Canning                        |
| 93               | 19 janvier 2007   | Auckland             | Nouvelle-Zélande    | Mount Smart Stadium                 |
| 94               | 21 janvier 2007   | Gold Coast           | Australie           | Parklands                           |
| 95               | 23 janvier 2007   | Sydney               | Australie           | Hordern Pavillion                   |
| 96               | 24 janvier 2007   | Sydney               | Australie           | Hordern Pavillion                   |
| 97               | 25 janvier 2007   | Sydney               | Australie           | Showgrounds                         |
| 98               | 28 janvier 2007   | Melbourne            | Australie           | Princes Park South                  |
| 99               | 30 janvier 2007   | Melbourne            | Australie           | Festival Hall                       |
| 100              | 31 janvier 2007   | Melbourne            | Australie           | Festival Hall                       |
| 101              | 2 février 2007    | Adélaïde (Australie) | Australie           | Royal Showground                    |
| 102              | 4 février 2007    | Perth                | Australie           | Claremount Showground               |
| Asie             |                   |                      |                     |                                     |
| 103              | 23 février 2007   | Jakarta              | Indonésie           | Istora Gelora Bung Karno            |
| 104              | 25 février 2007   | Kuala Lumpur         | Malaisie            | Stadium Negara                      |
| 105              | 28 février 2007   | Taipei               | Taïwan              | Spirit of Taiwan                    |
| 106              | 3 mars 2007       | Hong Kong            | Hong Kong           | AsiaWorld-Arena                     |
| 107              | 7 mars 2007       | Séoul                | Corée du Sud        | Chamsil Gymnasium                   |
| 108              | 10 mars 2007      | Tokyo                | Japon               | Studio Coast                        |
| 109              | 11 mars 2007      | Tokyo                | Japon               | Studio Coast                        |
| 110              | 12 mars 2007      | Tokyo                | Japon               | National Forum                      |
| 111              | 14 mars 2007      | Osaka                | Japon               | Zepp                                |
| 112              | 15 mars 2007      | Osaka                | Japon               | Zepp                                |
| 113              | 16 mars 2007      | Fukuoka              | Japon               | Zepp                                |
| 114              | 18 mars 2007      | Sendai               | Japon               | Zepp                                |
| 115              | 19 mars 2007      | Nagoya               | Japon               | Zepp                                |
| Amérique du Nord |                   |                      |                     |                                     |
| 116              | 9 avril 2007      | San Francisco        | États-Unis          | Bill Graham Civic Auditorium        |
| 117              | 10 avril 2007     | Inglewood            | États-Unis          | The Forum                           |
| 118              | 12 avril 2007     | Mexico               | Mexique             | Palacio de los Deportes             |
| 119              | 14 avril 2007     | Houston              | États-Unis          | Reliant Astrodome                   |
| 120              | 15 avril 2007     | Frisco               | États-Unis          | Pizza Hut Park                      |
| 121              | 16 avril 2007     | San Antonio          | États-Unis          | AT&T Center                         |
| 122              | 18 avril 2007     | Pensacola            | États-Unis          | Civic Center                        |
| 123              | 19 avril 2007     | Tampa                | États-Unis          | St. Pete Times Forum                |
| 124              | 22 avril 2007     | Fort Lauderdale      | États-Unis          | BankAtlantic Center                 |
| 125              | 24 avril 2007     | Duluth               | États-Unis          | Gwinnett Center                     |
| 126              | 25 avril 2007     | Nashville            | États-Unis          | Municipal Auditorium                |
| 127              | 26 avril 2007     | Charlotte            | États-Unis          | Cricket Arena                       |
| 128              | 27 avril 2007     | Columbia             | États-Unis          | Merriweather Post Pavilion          |
| 129              | 28 avril 2007     | Williamsburg         | États-Unis          | William & Mary                      |
| 130              | 29 avril 2007     | State College        | États-Unis          | Bryce Jordan Center                 |
| 131              | 1er mai 2007      | Colombus             | États-Unis          | Nationwide Arena                    |
| 132              | 2 mai 2007        | Pittsburgh           | États-Unis          | Petersen Events Center              |
| 133              | 3 mai 2007        | Albany               | États-Unis          | Glens Falls Civic Arena             |
| 134              | 4 mai 2007        | Reading              | États-Unis          | Sovereign Center                    |
| 135              | 5 mai 2007        | East Rutherford      | États-Unis          | Meadowlands Sports Complex          |
| 136              | 6 mai 2007        | Portland             | États-Unis          | Cumberland Country Civic Center     |
| 137              | 8 mai 2007        | Worcester            | États-Unis          | DCU Center                          |
| Europe           |                   |                      |                     |                                     |
| 138              | 26 mai 2007       | Esch-sur-Alzette     | Luxembourg          | Rockhal                             |
| 139              | 27 mai 2007       | Landgraaf            | Pays-Bas            | Pinkpop Festival                    |
| 140              | 30 mai 2007       | Florence             | Italie              | Piazzale Michelangelo               |
| 141              | 1er juin 2007     | Nürburgring          | Allemagne           | Rock am Ring                        |
| 142              | 2 juin 2007       | Nürburgring          | Allemagne           | Rock im Park                        |
| 143              | 9 juin 2007       | Newport              | Royaume-Uni         | Festival de l'île de Wight          |
| 144              | 16 juin 2007      | Londres              | Royaume-Uni         | Wembley Stadium                     |
| 145              | 17 juin 2007      | Londres              | Royaume-Uni         | Wembley Stadium                     |
| 146              | 23 juin 2007      | Paris                | France              | Parc des Princes                    |
| 147              | 28 juin 2007      | Werchter             | Belgique            | Rock Werchter                       |
| 148              | 30 juin 2007      | Gdynia               | Pologne             | Open'er Festival                    |
| 149              | 2 juillet 2007    | Riga                 | Lettonie            | Riga Arena                          |
| 150              | 7 juillet 2007    | Punchestown          | Irlande             | Oxegen Festival                     |
| 151              | 8 juillet 2007    | Roskilde             | Danemark            | Festival de Roskilde                |
| 152              | 12 juillet 2007   | Monte-Carlo          | Monaco              | Stade Louis-II                      |
| 153              | 13 juillet 2007   | Aix-les-Bains        | France              | Musilac Festival                    |
| 154              | 14 juillet 2007   | Locarno              | Suisse              | Moon and Stars Festival             |
| 155              | 16 juillet 2007   | Vérone               | Italie              | Arènes de Vérone                    |
| 156              | 18 juillet 2007   | Nîmes                | France              | Arènes de Nîmes                     |
| 157              | 20 juillet 2007   | Angoulême            | France              | Garden Nef Party                    |
| 158              | 22 juillet 2007   | Benicasim            | Espagne             | Festival International de Benicasim |
| 159              | 24 juillet 2007   | Nyon                 | Suisse              | Paléo Festival Nyon                 |
| Asie             |                   |                      |                     |                                     |
| 160              | 27 juillet 2007   | Naeba                | Japon               | Fuji Rock Festival                  |
| 161              | 29 juillet 2007   | Incheon              | Corée du Sud        | Pentaport Rock Festival             |
| Amérique du Nord |                   |                      |                     |                                     |
| 162              | 1er août 2007     | Mississauga          | Canada              | Arrow Hall                          |
| 163              | 2 août 2007       | Sterling Heights     | États-Unis          | Freedom Hill Amphitheater           |
| 164              | 4 août 2007       | Chicago              | États-Unis          | Lollapalooza                        |
| 165              | 6 août 2007       | New York             | États-Unis          | Madison Square Garden               |
| 166              | 9 août 2007       | Fairfax              | États-Unis          | The Patriot Center                  |
| 167              | 10 août 2007      | Philadelphie         | États-Unis          | Pier Festival                       |
| 168              | 11 août 2007      | Boston               | États-Unis          | Agganis Arena                       |
| 169              | 9 septembre 2007  | Seattle              | États-Unis          | Key Arena                           |
| 170              | 10 septembre 2007 | Portland             | États-Unis          | Rose Garden Arena                   |
| 171              | 12 septembre 2007 | Orem                 | États-Unis          | The McKay Arena                     |
| 172              | 15 septembre 2007 | Austin               | États-Unis          | Zilker Park                         |
| 173              | 16 septembre 2007 | Grand Prairie        | États-Unis          | Nokia Theatre                       |
| 174              | 18 septembre 2007 | Denver               | États-Unis          | Red Rocks Amphitheatre              |
| 175              | 20 septembre 2007 | Mesa                 | États-Unis          | Mesa Amphitheatre                   |
| 176              | 21 septembre 2007 | Irvine               | États-Unis          | Verizon Wireless Amphitheatre       |
| 177              | 22 septembre 2007 | San Diego            | États-Unis          | Street Scene Music Festival         |
| Europe           |                   |                      |                     |                                     |
| 178              | 4 octobre 2007    | Athènes              | Grèce               | Terra Vibe                          |
| 179              | 6 octobre 2007    | Bucarest             | Roumanie            | Arcul de Triumf                     |
| 180              | 7 octobre 2007    | Belgrade             | Serbie              | Pioneer Hall                        |
| 181              | 9 octobre 2007    | Zagreb               | Croatie             | Dom Sportova                        |
| 182              | 10 octobre 2007   | Budapest             | Hongrie             | Sports Arena                        |
| 183              | 13 octobre 2007   | Kiev                 | Ukraine             | Sport Hall                          |
| 184              | 15 octobre 2007   | Moscou               | Russie              | DS Lyzhniki                         |
| 185              | 17 octobre 2007   | Helsinki             | Finlande            | Old Ice Hall                        |
| 186              | 19 octobre 2007   | Saint-Pétersbourg    | Russie              | New Arena                           |
| 187              | 20 octobre 2007   | Trondheim            | Norvège             | UKA Festival                        |
| 188              | 21 octobre 2007   | Stockholm            | Suède               | Arenan Hovet                        |
| 189              | 23 octobre 2007   | Oslo                 | Norvège             | Spektrum                            |
| 190              | 24 octobre 2007   | Copenhague           | Danemark            | Forum                               |
| Amérique du Nord |                   |                      |                     |                                     |
| 191              | 28 octobre 2007   | Las Vegas            | États-Unis          | Vegoose Festival                    |
| Océanie          |                   |                      |                     |                                     |
| 192              | 10 novembre 2007  | Perth                | Australie           | Supreme Court Garden (en)           |
| 193              | 14 novembre 2007  | Adelaide             | Australie           | Entertainment Center                |
| 194              | 15 novembre 2007  | Melbourne            | Australie           | Rod Laver Arena                     |
| 195              | 17 novembre 2007  | Sydney               | Australie           | Entertainment Center                |
| 196              | 21 novembre 2007  | Brisbane             | Australie           | River Stage                         |
| 197              | 23 novembre 2007  | Auckland             | Nouvelle-Zélande    | Trusts Stadium                      |
| 198              | 25 novembre 2007  | Christchurch         | Nouvelle-Zélande    | Westpac Stadium                     |
| Amérique du Nord |                   |                      |                     |                                     |
| 199              | 9 décembre 2007   | Los Angeles          | États-Unis          | Gibson Amphitheatre                 |
| Afrique          |                   |                      |                     |                                     |
| 200              | 8 mars 2008       | Dubaï                | Émirats arabes unis | Desert Rock Festival                |
| 201              | 21 mars 2008      | Johannesburg         | Afrique du Sud      | New Market Racecourse               |
| 202              | 24 mars 2008      | Le Cap               | Afrique du Sud      | Lenilworth Racecourse               |
| Europe           |                   |                      |                     |                                     |
| 203              | 12 avril 2008     | Londres              | Royaume-Uni         | Royal Albert Hall                   |
| 204              | 6 juin 2008       | Lisbonne             | Portugal            | Rock in Rio                         |
| Amérique du Sud  |                   |                      |                     |                                     |
| 205              | 16 juillet 2008   | Monterrey            | Mexique             | Monterrey Arena                     |
| 206              | 18 juillet 2008   | Zapopan              | Mexique             | Auditorio Telmex                    |
| 207              | 20 juillet 2008   | Bogota               | Colombie            | Palacio de los Deportes             |
| 208              | 23 juillet 2008   | Buenos Aires         | Argentine           | Teatro Grand Rex                    |
| 209              | 24 juillet 2008   | Buenos Aires         | Argentine           | Teatro Grand Rex                    |
| 210              | 26 juillet 2008   | Santiago             | Chili               | Teatre Caupolican                   |
| 211              | 30 juillet 2008   | Rio de Janeiro       | Brésil              | Vivo Rio                            |
| 212              | 31 juillet 2008   | São Paulo            | Brésil              | HSBC Arena                          |
| 213              | 2 août 2008       | Brasilia             | Brésil              | Porao de Rock Festival              |
| Europe           |                   |                      |                     |                                     |
| 214              | 13 août 2008      | Dublin               | Irlande             | Marlay                              |
| 215              | 16 août 2008      | Chelmsford           | Royaume-Uni         | V Festival                          |
| 216              | 17 août 2008      | Staffordshire        | Royaume-Uni         | V Festival                          |